# فرودگاه بین‌المللی چرنیوتسی
فرودگاه بین‌المللی چرنیوتسی (به انگلیسی: Chernivtsi International Airport) یک فرودگاه همگانی با کد یاتا CWC است که یک باند فرود آسفالت دارد و طول باند آن ۲۲۰۰ متر است. این فرودگاه در شهر چرنیوتسی کشور اوکراین قرار دارد و در ارتفاع ۲۴۳ متری از سطح دریا واقع شده‌است.